# Психонавты, забытые дети
«Психона́вты, забы́тые де́ти» (исп. Psiconautas, los niños olvidados) — испанско-французский полнометражный мультфильм 2015 года, снятый режиссёрами Педро Риверо и Альберто Велакесом, основанный на комиксе «Психонавты».

## Сюжет
В результате катастрофы, произошедшей на острове, произошли значительные изменения, повлиявшие на жизнь его обитателей. Вместо радости и процветания властвовали беззаконие, нищета, бедность, наркозависимость, грабежи и насилие. Мышь по имени Динки, незаметно забравшая с собой антидепрессанты и обидевшаяся на родителей, покидает свой дом.
Хулиганы издеваются над лисёнком, пока к ним не приближается зайчиха Сандра, у которой, по словам одного из хулиганов, живут внутренние демоны и заставляют совершать ужасные поступки. Офицер-пёс заявляет о наличии с собой ружья и ведёт разговор с хулиганами, в это время Сандра уводит лисёнка.
Динки оставляет антидепрессанты и отправляется в дом на дереве, где её ждут Сандра и лисёнок. Динки объясняет своим друзьям, что у Бёрдбоя после катастрофы и потери возник внутренний демон, несмотря на то, что в сердце у него есть доброта и искренность. Друзья сообщают Динки о своём плане покинуть остров, но им не хватает средств на переезд. Мистер Релоджио, оживший будильник, отправляется на поиски Динки, но попадает на свалку.
Поросенок Захарий встречает Бёрдбоя и предлагает таблетки. Сержант стреляет в птицу, подозревая её в дружбе с Бёрдбоем. Для разъяснения сомнений офицера-пса, сержант рассказывает свою историю: Бёрдмэн раньше работал на маяке, который после катастрофы перестал функционировать, и Бёрдмэн остался без работы. Полицейские посчитали лекарство, которым он занимался, наркотическим веществом, и убили Бёрдмэна. Полицейские объявляют охоту на Бёрдбоя, видя в нём продолжателя дела его отца.
Захарий приходит домой и обсуждает со свиньёй-копилкой невозможность покинуть остров, так как иначе ему придётся оставить свою мать в зависимости. Динки с друзьями заходят к Захарию, их атакует огромный паук, но Сандра спасает лисёнка, взяв копилку, и убегает с лисёнком и Динки. Бёрдбой собирает раненых птиц в большое дерево, где он лечит их. Тех, кого не удается спасти, он хоронит на собственном кладбище.
Семья белых и серых крыс вступает в смертельную схватку, в результате которой погибает сын белой мыши и отец серого мышонка. Лисенок решает перекусить черникой, растущей на скале. Динки и её друзья оказываются на свалке, где сталкиваются с бездомным и попадают в плен к психопатам-сектантам. Демоны побеждают Бёрдбоя, превращая его в злую птицу-гиганта.
Динки узнает в птице-гиганте Бёрдбоя и пытается его успокоить. После этого он возвращается к норме. Динки, соединившись со своими друзьями и Бёрдбоем покидают свалку. Однако офицер-пёс стреляет в Бёрдбоя, убив его. Ночью Динки обнаруживает большое дерево, на котором хранятся все лекарства Бёрдбоя. Мультфильм заканчивается так и не рассказывая дальнейшую судьбу Динки — продолжит ли она дело Бёрдбоя, или покинет со своими друзьями депрессивный остров.

## Роли озвучивали

### Испанский дубляж
- Андреа Альзури — Динки
- Эва Охангурен — Сандра
- Хосу Куберо — лисёнок
- Феликс Аркарасо — Бёрдмэн
- Хорхе Карреро — ложный отец Динки
- Нурия Марин — мать Динки, мать Захария
- Хосу Валера — Мистер Релоджио
- Хон Гоири — Захарий
- Марибель Легаретта — паук
- Икер Диес — попугай
- Хуан Карлос Лориз — свинья-копилка
- Кепа Куэто — сержант
- Хосу Диес — офицер-пёс
- Маркел Керехета — младший брат

### Английский дубляж
- Лорен Вайнтрауб — Динки
- София Брайант — Сандра
- Дин Фланаган — лисёнок
- Жак Пак — Бёрдмэн
- Марк Томпсон — ложный отец Динки
- Барбара Гудсон — мать Динки
- Эрик Скотт Кимерер — мистер Релоджио
- Юри Лёвенталь — Захарий
- Синди Робинсон — мать Захария, паук
- Уэйн Грэйсон — попугай
- Джо Охман — свинья-копилка
- Скотт Уильямс — сержант
- Кайл МакКарлеи — офицер-пёс
- Хадсон Ловерро — младший брат

## Создатели
- Авторы сценария, режиссёры: Педро Риверо, Альберто Васкес
- Продюсеры: Фарруко Кастроман, Карлос Хуарез, Луис Тосар
- Исполнительные продюсеры: Фарруко Кастроман, Карлос Хуарез
- Со-продюсеры: Карлос Хуарез, Иниго Перез Табернеро, Педро Риверо, Цезарь Родригез, Алисия Вейра
- Операторы: Хосе Доминго, Альберто Васкес
- Композитор: Арансасу Кальеха
- Художник: Альберто Васкес
- Монтажёр: Иван Миньямбрес

## Премьера
Мультфильм вышел в прокат 24 февраля 2017 года в Испании, во Франции — 24 мая 2017 года, в США — 15 декабря 2017 года. 21 марта 2018 года мультфильм был выпущен на DVD и Blu-ray компанией «Shout! Factory».

## Критика
На Rotten Tomatoes мультфильм имеет рейтинг 94 % на основе 33 отзывов. Консенсус гласит: «Нигилистическое повествование мультфильма о взрослении отражает невинность, утраченную благодаря сюрреалистической, яркой анимации и едкому оптимистическому повествованию». На сайте Metacritic мультфильм имеет рейтинг 76 из 100 на основе 11 отзывов.

## Награды
- Anima Mundi (2016) — Награда жюри за «лучший полнометражный анимационный фильм» (Педро Риверо, Альберто Васкес).
- Международный фестиваль анимационных фильмов в Анси (2016) — Приз за «лучший полнометражный фильм» (Педро Риверо, Альберто Васкес).
- Cinanima (2016) — Награда за «лучший фильм» (Педро Риверо, Альберто Васкес).
- Премия круга киносценаристов (2017) — Награда за «лучший анимационный фильм» (Педро Риверо, Альберто Васкес).
- Премия Европейской киноакадемии (2016) — Премия в категории «Европейский анимационный полнометражный фильм» (Педро Риверо, Альберто Васкес).
- Фантазия (2016) — Награда «Сатоси Кон» за «лучший полнометражный анимационный фильм» (Педро Риверо, Альберто Васкес).
- Спутник (2018) — Награда за «лучший художественный или анимационный фильм».
- Гойя (2017) — Награда за «лучший анимационный фильм».
- Нашвиллский кинофестиваль (2017) — Приз гранд-жюри и почётное упоминание.
- Лиссабонский международный фестиваль хоррор-кино (2016) — Награда за «лучший европейский полнометражный фильм» (Педро Риверо, Альберто Васкес).
- Премия «Planto» ибероамериканского кино (2017) — Награда за «лучший анимационный фильм».
- Монтеррейский международный кинофестиваль (2016) — Награда за «лучший международный анимационный фильм» (Педро Риверо, Альберто Васкес).
- ToHorror (2016) — Фестивальный приз и зрительская награда за «лучший фильм» (Альберто Васкес).